# 褐色雕钟螺
褐色雕钟螺（学名：Euchelus lischkei），是原始腹足目钟螺科Euchelus属的一种。主要分布于韩国、台湾，常栖息在潮间带岩石上。